# Ainettirivier
De Ainettirivier (Ainettijoki) is een rivier, die stroomt in de Zweedse  gemeente Pajala. De rivier verzorgt de afwatering van een moerasgebied, met daarin het meertje Ainettijärvi van ongeveer 40 hectare. De Ainettirivier ontstaat als twee beken samenvloeien en naar het zuidwesten wegvloeien. Het meer wordt aangedaan, daarna stroomt de rivier zuidwaarts, waarna zij uitmondt in de Lainiorivier. Ze is circa 33 kilometer lang.
De rivier moet niet verward worden met de Ainattirivier, dat is een zijrivier van de Muonio. Voor het water maakt dat niet uit, ook het water van deze rivieren belandt uiteindelijk in de Torne.
Verdere stroom: Ainettirivier → Lainiorivier → Torne → Botnische Golf